# Alopia regalis
Alopia regalis is een slakkensoort uit de familie van de Clausiliidae. De wetenschappelijke naam van de soort werd voor het eerst geldig gepubliceerd in 1851 door M. Bielz.

## Ondersoorten
- Alopia regalis deubeli (Clessin, 1890)
- Alopia regalis doftanae H. Nordsieck, 1977
- Alopia regalis glabriuscula (Rossmässler, 1859)
- Alopia regalis microstoma (M. Kimakowicz, 1883)
- Alopia regalis mutabilis (M. Kimakowicz, 1894)
- Alopia regalis nordsiecki Grossu & Tesio, 1973
- Alopia regalis petrensis H. Nordsieck, 1996
- Alopia regalis proclivis (M. Kimakowicz, 1894)
- Alopia regalis regalis (M. Bielz, 1851)
- Alopia regalis sabinae R. Kimakowicz, 1928
- Alopia regalis wagneri (M. Kimakowicz, 1894)